# 樋口正修
樋口 正修（ひぐち せいしゅう、1998年11月17日 - ）は、埼玉県北本市出身のプロ野球選手（内野手、外野手）。右投左打。中日ドラゴンズ所属。

## 経歴

### プロ入り前
北本市立東小学校1年時に北本マリナーズ（現：北本Mセブンズ）で野球を始め、北本市立東中学校では行田リトルシニアに所属した。行田リトルシニアの2学年上の先輩に小島和哉がいる。
埼玉県立北本高等学校を経て駿河台大学経済経営学部へ進学。2020年11月に開催されたBCリーグの合同トライアウトを受け、埼玉武蔵ヒートベアーズへ特別合格選手として入団した。

### BCL・埼玉時代
2021年は、チーム公式戦全60試合に出場。1シーズンで内野全ポジションの守備につき、打率.286、40盗塁を記録した。同年オフには、知人を通じて山梨学院大学へ出向き、陸上日本代表監督を務めた麻場一徳に走り方の指導を受けた。
2022年は、年齢的にもNPBを狙うのを最後としたシーズンで、主に二塁手として公式戦58試合に出場。打率.306、25盗塁を記録した。同年秋、BCリーグが日本独立リーグ野球機構選抜として初めてみやざきフェニックス・リーグに参加することになり、樋口も選抜メンバーに含まれた。もっとも本来受ける予定だったNPB球団の入団テストがなくなったことから、参加に切り替えたものだった。
同年のプロ野球ドラフト会議の3日前まではNPB球団から調査書は届いていなかったものの、前述のフェニックス・リーグ中、10月16日の中日ドラゴンズ戦で、深くない当たりでありながら二塁打とした樋口の走塁を中日二軍監督の片岡篤史に気に入られ、試合後に片岡から声を掛けられた。その翌日に中日から調査書が届き、20日に行われたドラフト会議では、中日から育成3位指名を受けた。11月20日に支度金300万円、年俸300万円で仮契約を結んだ。背番号は213。

### 中日時代
2023年は、ウエスタン・リーグにて開幕戦より先発で起用され、7月26日に支配下選手登録された。背番号は97、推定年俸は420万円。28日の巨人戦で代走として一軍初出場を果たし、一軍公式戦には計7試合出場。二軍ではチームトップの104試合に出場し、三塁打9本、8盗塁を記録したが、打率は.203にとどまった。オフには56万円増の推定年俸476万円で契約を更改した。
2024年は、7月11日のDeNA戦で石川昂弥の代走で出場後、プロ初盗塁を決めた。最終的な一軍出場は6試合に終わったが、二軍では4月11日の広島戦でプロ初本塁打、6月21日の広島戦でプロ初の猛打賞を記録し、92試合の出場で打率.267、1本塁打、10打点の成績で打撃力を示した。また、盗塁数もチームトップの21盗塁を記録した。オフに55万円増の推定年俸531万円で契約を更改した。

## 選手としての特徴・人物
高校2年時は50m走のタイムが6.7秒だったが、階段を爪先立ちで上がるなど、日常生活から足を鍛えた結果、大学時代には5.9秒を記録する俊足となった。BCL埼玉時代には、50m走タイムを5.7秒に更新したほか、一塁到達タイム3.5秒、二盗時タイム3.1秒を記録した。
憧れの選手は鳥谷敬、目標とする選手は周東佑京。

## 詳細情報

### 年度別打撃成績
| 年 度     | 球 団     | 試 合 | 打 席 | 打 数 | 得 点 | 安 打 | 二 塁 打 | 三 塁 打 | 本 塁 打 | 塁 打 | 打 点 | 盗 塁 | 盗 塁 死 | 犠 打 | 犠 飛 | 四 球 | 敬 遠 | 死 球 | 三 振 | 併 殺 打 | 打 率 | 出 塁 率 | 長 打 率 | O P S |
| --------- | --------- | ----- | ----- | ----- | ----- | ----- | -------- | -------- | -------- | ----- | ----- | ----- | -------- | ----- | ----- | ----- | ----- | ----- | ----- | -------- | ----- | -------- | -------- | ----- |
| 2023      | 中日      | 7     | 3     | 3     | 1     | 0     | 0        | 0        | 0        | 0     | 0     | 0     | 1        | 0     | 0     | 0     | 0     | 0     | 1     | 0        | .000  | .000     | .000     | .000  |
| 2024      | 中日      | 6     | 1     | 1     | 0     | 0     | 0        | 0        | 0        | 0     | 0     | 1     | 0        | 0     | 0     | 0     | 0     | 0     | 1     | 0        | .000  | .000     | .000     | .000  |
| 通算：2年 | 通算：2年 | 13    | 4     | 4     | 1     | 0     | 0        | 0        | 0        | 0     | 0     | 1     | 1        | 0     | 0     | 0     | 0     | 0     | 2     | 0        | .000  | .000     | .000     | .000  |

- 2024年度シーズン終了時

### 年度別守備成績
内野守備
| 年 度 | 球 団 | 二塁  | 二塁  | 二塁  | 二塁  | 二塁  | 二塁     |
| 年 度 | 球 団 | 試 合 | 刺 殺 | 補 殺 | 失 策 | 併 殺 | 守 備 率 |
| ----- | ----- | ----- | ----- | ----- | ----- | ----- | -------- |
| 2023  | 中日  | 1     | 1     | 1     | 0     | 0     | 1.000    |
| 2024  | 中日  | 1     | 0     | 0     | 0     | 0     | ----     |
| 通算  | 通算  | 2     | 1     | 1     | 0     | 0     | 1.000    |

外野守備
| 年 度 | 球 団 | 外野  | 外野  | 外野  | 外野  | 外野  | 外野     |
| 年 度 | 球 団 | 試 合 | 刺 殺 | 補 殺 | 失 策 | 併 殺 | 守 備 率 |
| ----- | ----- | ----- | ----- | ----- | ----- | ----- | -------- |
| 2023  | 中日  | 1     | 1     | 0     | 0     | 0     | 1.000    |
| 通算  | 通算  | 1     | 1     | 0     | 0     | 0     | 1.000    |

- 2024年度シーズン終了時

### 記録

#### 初記録
- 初出場：2023年7月28日、対読売ジャイアンツ14回戦（東京ドーム）、9回表に大島洋平の代走で出場
- 初先発出場：2023年7月30日、対読売ジャイアンツ16回戦（東京ドーム）、「1番・二塁手」で先発出場
- 初打席：同上、1回表にヨアンダー・メンデスから中飛
- 初盗塁：2024年7月11日、対横浜DeNAベイスターズ14回戦（横浜スタジアム）、9回表に二盗（投手：京山将弥、捕手：戸柱恭孝）
- 初安打：2025年8月17日、対横浜DeNAベイスターズ20回戦（バンテリンドーム ナゴヤ）、1回裏に藤浪晋太郎から右前安打[23]

### 独立リーグでの打撃成績
| 年 度     | 球 団     | 試 合 | 打 席 | 打 数 | 得 点 | 安 打 | 二 塁 打 | 三 塁 打 | 本 塁 打 | 塁 打 | 打 点 | 盗 塁 | 盗 塁 死 | 犠 打 | 犠 飛 | 四 球 | 敬 遠 | 死 球 | 三 振 | 併 殺 打 | 打 率 | 出 塁 率 | 長 打 率 | O P S |
| --------- | --------- | ----- | ----- | ----- | ----- | ----- | -------- | -------- | -------- | ----- | ----- | ----- | -------- | ----- | ----- | ----- | ----- | ----- | ----- | -------- | ----- | -------- | -------- | ----- |
| 2021      | 埼玉      | 60    | 266   | 224   | 40    | 64    | 13       | 2        | 3        | 90    | 35    | 40    | 10       | 8     | 2     | 31    | -     | 1     | 40    | 2        | .286  | .372     | .402     | .774  |
| 2022      | 埼玉      | 58    | 253   | 219   | 37    | 67    | 5        | 5        | 0        | 82    | 22    | 25    | 9        | 6     | 0     | 27    | -     | 1     | 40    | 6        | .306  | .385     | .374     | .759  |
| 通算：2年 | 通算：2年 | 118   | 519   | 443   | 77    | 131   | 18       | 7        | 3        | 172   | 57    | 65    | 19       | 14    | 2     | 58    | -     | 2     | 85    | 8        | .296  | .378     | .388     | .766  |

### 背番号
- 6（2021年 - 2022年）
- 213（2023年[8] - 同年7月25日）
- 97（2023年7月26日[11] - ）